# Janine Garrisson
Pour les articles homonymes, voir Garrisson.
Janine Garrisson, née le 24 juin 1932 à Montauban et morte le 22 janvier 2019 dans la même ville, est une historienne, professeure d'histoire moderne et romancière française, spécialiste de l'histoire politique et religieuse française du XVIe siècle, et notamment du protestantisme.

## Biographie
Janine Garrisson naît dans une famille protestante de Montauban, arrière-petite-fille du sénateur Gustave Garrisson. Son frère, Francis Garrisson, est universitaire, historien du droit et spécialiste du protestantisme. Elle fait ses études secondaires au lycée Michelet, puis des études d'histoire à la faculté des lettres de Toulouse. 
Agrégée d'histoire (1958), elle enseigne au lycée Saint-Sernin, puis au lycée français de New York de 1961 à 1963.
Elle soutient en 1962 une thèse de doctorat de 3e cycle intitulée Commerces et mentalités à Toulouse au XVIe siècle : 1519-1560 et en 1977, une thèse d'État, Protestants du Midi : 1559-1598, préparée sous la direction de Jacques Godechot à l'université Toulouse 2-Le Mirail. Elle est détachée au CNRS de 1963 à 1966, puis elle est nommée à l'université de Toulouse, successivement comme assistante, maître-assistante puis professeure. En 1987, elle est nommée professeure à l'université de Limoges .
Elle est membre de la Société de l'histoire du protestantisme français et de l'Académie de Montauban (1991).
Elle est inhumée au cimetière de Montauban.

## Activités de recherche et éditoriales
Janine Garrisson étudie dans sa thèse d'État soutenue en 1977 et intitulée Protestants du Midi, 1559-1598, puis publiée en 1980, l'implantation du protestantisme dans le midi de la France,.
Ses autres recherches portent sur la Saint-Barthélémy, l'affaire Calas ou encore la révocation de l'édit de Nantes. Elle a consacré des monographies à plusieurs hommes, notamment Henri IV et Ravaillac, ainsi qu'à plusieurs femmes, Catherine de Médicis et Marguerite de Valois ; ce dernier ouvrage a été critiqué pour son « caractère fantaisiste » par Denis Crouzet. Elle est également l'auteure d'études plus générales sur les protestants français, L'Homme protestant, en 1980 et Les Protestants au XVIe siècle, en 1988.
Elle a publié plusieurs romans historiques ou romans policiers à caractère historique.

## Distinctions
- 1993 : membre de l'Académie de Montauban[11]
- 1998 : prix Monseigneur-Marcel de l’Académie française pour son ouvrage L’Édit de Nantes[12]
- 1999 : chevalier de la Légion d'honneur[13]
- 2005 : prix Guizot pour le livre L'Affaire Calas[14]
- Chevalier des Arts et Lettres

## Publications

### Ouvrages scientifiques
- Tocsin pour un massacre : la saison des Saint-Barthélemy, Le Centurion, coll. « Un Brûlant passé », 1968. Reproduction en fac-similé : Tocsin pour un massacre : la saison des Saint-Barthélemy  (sous le nom de Janine Estèbe), Paris, Éditions d'Aujourd'hui, coll. « Les Introuvables », 1975, 216 p. (présentation en ligne).
- Protestants du Midi : 1559-1598, Privat, coll. « Bibliothèque historique », Toulouse, 1980, 367 p.  (ISBN 978-2708953642).
- L'Homme protestant, Hachette, coll. « Le Temps et les hommes », 1980, 254 p.  (ISBN 2-01-003653-0).
- (codir.) Une Histoire de la Garonne, avec Marc Ferro, Ramsay, collection « Des Fleuves et des hommes », 1982, 616 p.  (ISBN 2-85956-303-2).
- Henri IV, Le Seuil,  1984, 346 p.  (ISBN 2-02-006825-7).
- L'Édit de Nantes et sa révocation : Histoire d'une intolérance, Paris, éditions du Seuil, 1985, 309 p. (ISBN 2-02-008681-6, présentation en ligne), [présentation en ligne].
- La Saint-Barthélemy, Bruxelles, Complexe, coll. « La Mémoire des siècles » (no 205), 1987, 219 p. (ISBN 2-87027-220-0, présentation en ligne).
- Les Protestants au XVIe siècle, Fayard, coll. « Nouvelles études historiques », 1988, 413 p.  (ISBN 2-213-02220-8).
- Nouvelle histoire de la France moderne, t. 1 : Royauté, Renaissance et Réforme, 1483-1559, Paris, Éditions du Seuil, coll. « Points. Histoire » (no 207), 1991, 301 p. (ISBN 2-02-013688-0).
- Nouvelle histoire de la France moderne, t. 2 : Guerre civile et compromis, 1559-1598, Paris, Éditions du Seuil, coll. « Points. Histoire » (no 208), 1991, 257 p. (ISBN 2-02-013689-9).
- (coll.) Les frontières religieuses en Europe du XVe au XVIIe siècle : actes du XXXIe colloque international d'études humanistes, J. Vrin, coll. « De Pétrarque à Descartes » no 55, 1992, 351 p.  (ISBN 2-7116-1069-1).
- Marguerite de Valois, Paris, Fayard, 1994, 386 p. (ISBN 978-2-213-59193-3)
- (éd.) L'Édit de Nantes, Société Henri IV, Atlantica, Biarritz, 1997, 137 p.  (ISBN 2-84394-000-1).
- L'Édit de Nantes : chronique d'une paix attendue, Paris, Fayard, 1998, 320 p. (ISBN 2-213-60049-X).
- Les Derniers Valois. Fayard, 2001, 351 p. + 8 p. d'illustrations.  (ISBN 2-213-60839-3).
- (dir.) Histoire des protestants en France : de la Réforme à la Révolution, 2e éd., Privat, coll. « Collection Hommes et communautés », Toulouse, 2001, 254 p.  (ISBN 2-7089-6843-2).
- Catherine de Médicis : l'impossible harmonie, Payot, colle. « Portraits intimes », 2002, 165 p.  (ISBN 2-228-89657-8).
- (coll.) Louis XIII et les 400 coups, Privat, coll. « Mémoire vive », 2002, 127 p.  (ISBN 2-7089-5816-X).
- L'Affaire Calas, miroir des passions françaises, Fayard, 2004, 262 p.  (ISBN 2-213-62131-4).

### Romans historiques
- Le Comte et le manant, Payot, 1990, 328 p.  (ISBN 2-228-88295-X).
- Ravaillac, le fou de Dieu, Payot,  1993, 223 p.  (ISBN 2-228-88633-5).
- Meurtres à la cour de François Ier, Calmann-Lévy, coll. « Les lieux du crime », 1995, 180 p.  (ISBN 2-7021-2435-6).
- Henri IV : le roi de la paix, Tallandier, coll. « La France au fil de ses rois », 1999, 159 p.  (ISBN 2-235-02254-5).
- Meurtres à la cour de Henri IV, Calmann-Lévy, coll. « Les lieux du crime », 2001, 246 p.  (ISBN 2-7021-3175-1).
- Par l'inconstance des mauvais anges, Stock, 2002, 285 p.  (ISBN 2-234-05331-5).